# Sobrepastoreio

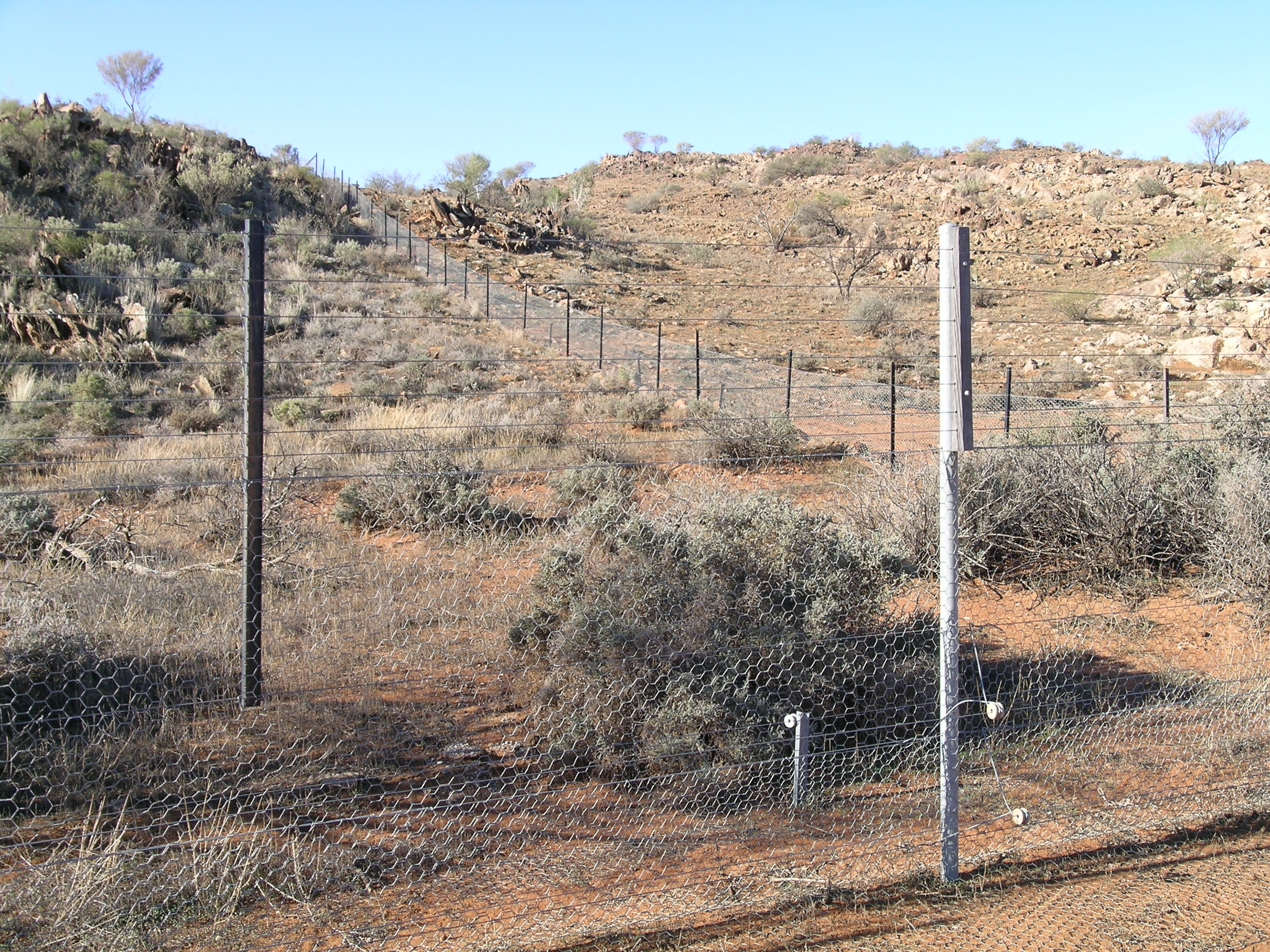
Sobrepastoreio, causado pela fauna nativa, visível na parte superior direita, em Nova Gales do Sul, Austrália

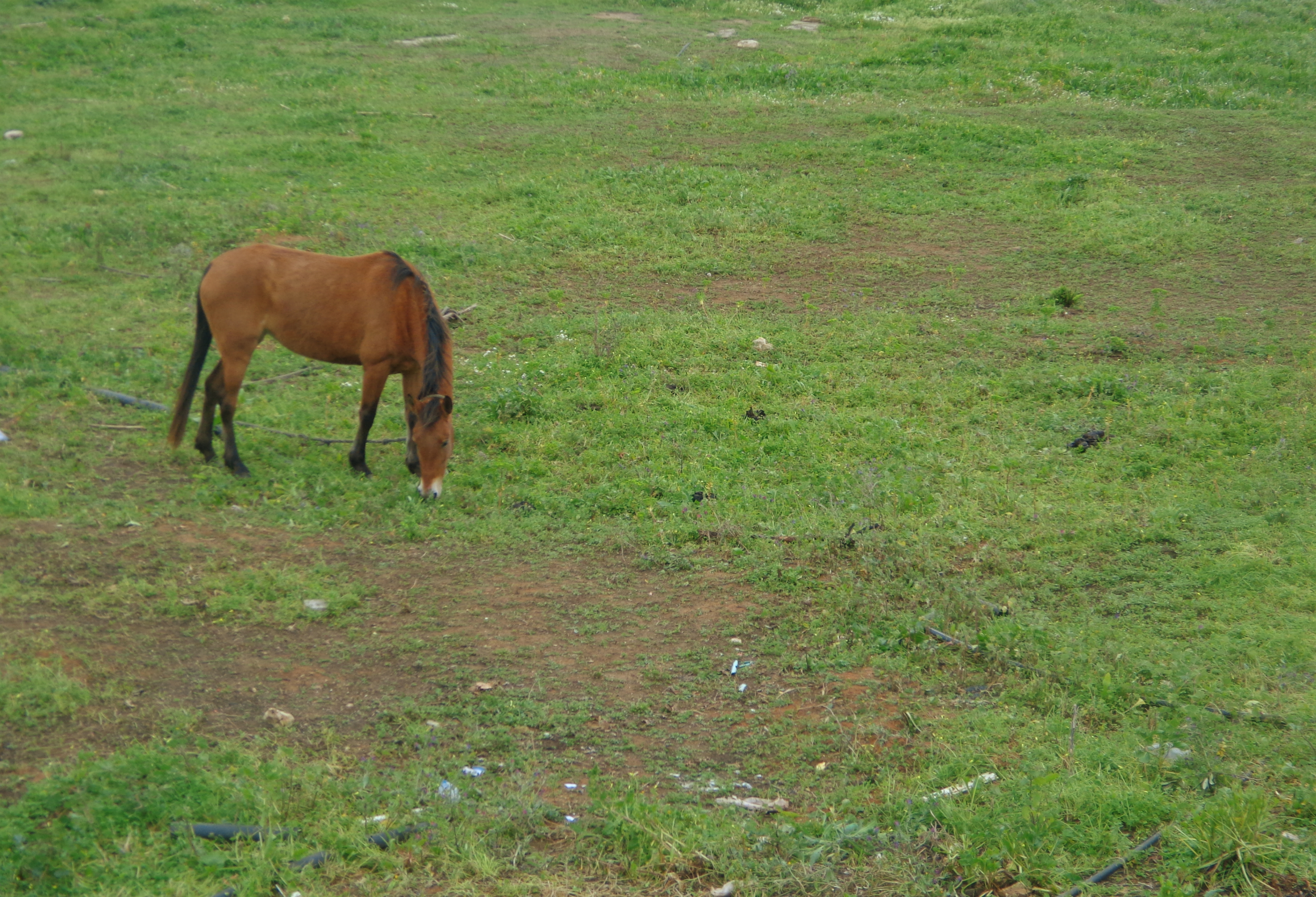
Sobrepastoreio no Algarve

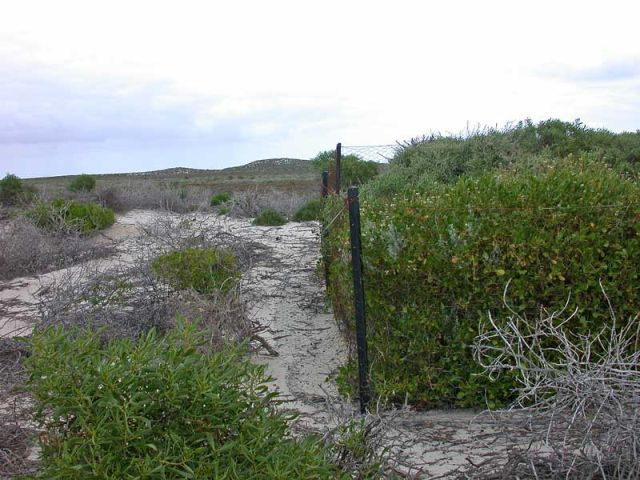
Uma área de sobrepastoreio

O fenómeno de sobrepastoreio ocorre quando as plantas estão expostas a pastoreio intensivo durante longos períodos de tempo, ou sem períodos suficientes para a necessária recuperação ambiental. Pode ser causada pelo gado nas aplicações agrícolas mal geridas, ou por sobrepopulações de nativos ou não nativos dos animais selvagens. Reduz a utilidade, a produtividade e a biodiversidade dos terrenos e é uma das causas da desertificação e a erosão. O sobrepastoreio também é visto como uma causa da propagação de plantas não nativas e doenças.
O sobrepastoreio utiliza-se como exemplo clássico da Tragédia dos comuns. A produção sustentável de pastagens baseia-se na gestão de pastos, de animais, e a comercialização de gado. Como o pastoreio é a base das pastagens para produção de gado, já que afecta tanto a saúde animal e vegetal como a produtividade.

## Processo
Pode produzir-se no pastoreio contínuo ou rotativo, e ser causado por ter demasiados animais em exploração ou por não controlar adequadamente a actividade de pastoreio. Reduz as zonas de folhas de plantas aceitáveis, o que reduz a interceptação da luz solar e o crescimento da planta. As plantas enfraquecem e reduz-se o comprimento da raiz e, potencialmente, a área de pastoreio pode ser reduzida. Um indicador de sobrepastoreio é a falta de pasto suficiente para sustentar os animais, bem como zonas do solo sem vegetação com a terra exposta. No entanto, até zonas bem cobertas sofrem de sobrepastoreio. Causa a desertificação e a erosão do solo permanentes, o que traz graves consequências não só para a fauna e a flora como para a sustentabilidade humana.